# 齐萨恩·拉萨克
齐萨恩·拉萨克（1984年4月15日—），马来西亚人，喜剧演员，电视主持人，说唱歌手。他也曾几度参加电视真人秀。

## 个人生活
齐萨恩出生在马来西亚登嘉楼龙运县。家中有二人与他同辈。

## 事业
在《喜剧之王》（Raja Lawak）第一季中，他获得亚军，以“Zizan Raja Lawak”闻。 他也参与了《喜剧皇帝》（Maharaja Lawak）这一节目。这档节目是每季《喜剧之王》决赛入围者都可以参加的进阶比赛。二者属于同一系列。在演出中，他与Johan Raja Lawak配对组团。此二人以“Jozan”闻，最终获得第二名。齐赞也兩度贏得真人秀《Super Spontan Superstar》的奖项。
齐赞曾提到他并不追逐电影最高票房记录，但他希望会有人们特别铭记的作品，就像已故巨星比·南利一样。